# 診察室

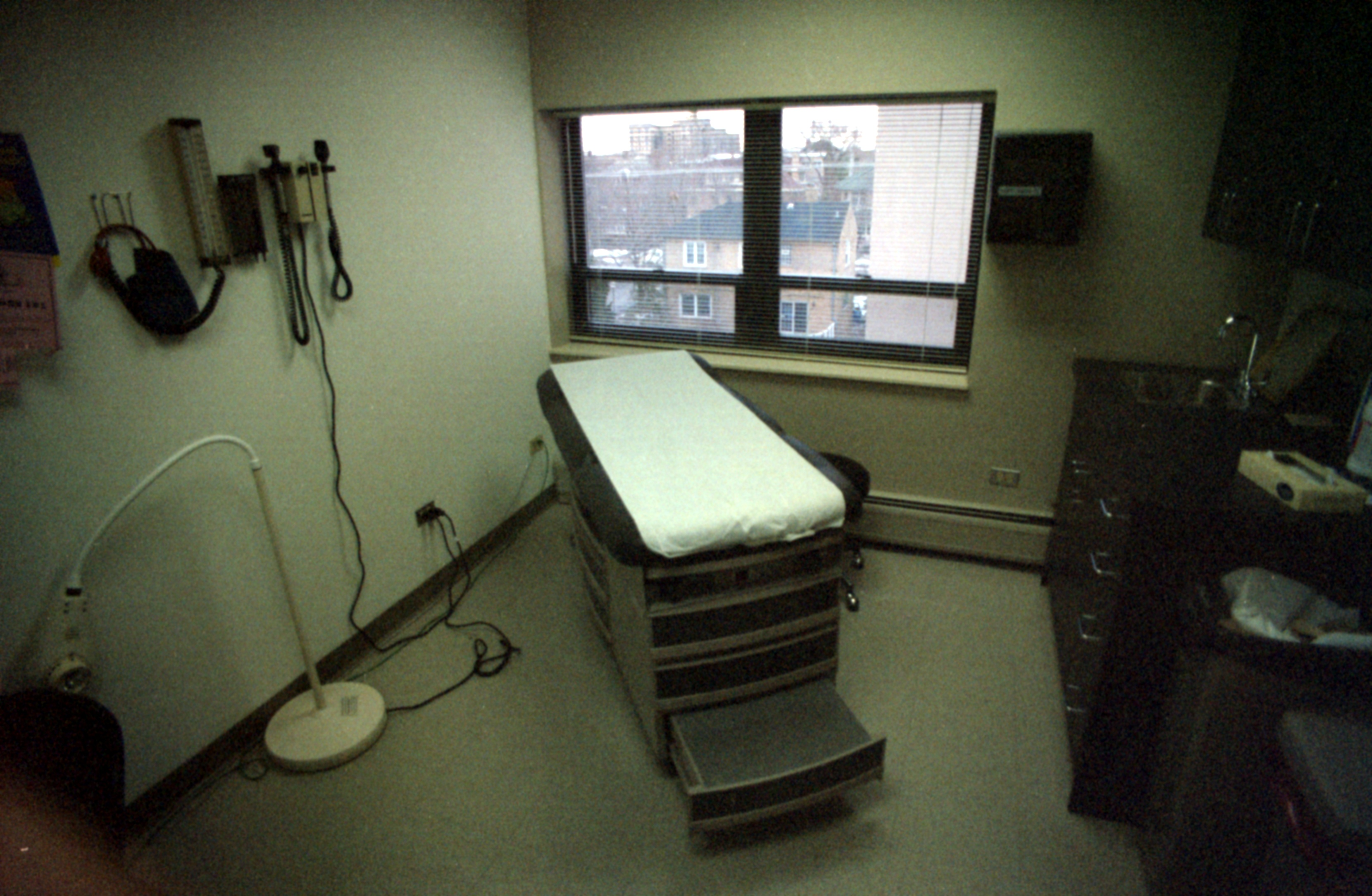
診察室

診察室（しんさつしつ）とは、医師が患者と面接して診断・治療に必要な行為を判断・決定し、時に軽微な治療をする部屋である。また、医師が診断に必要な検査をオーダーし、各種検査の成績や診断画像の評価を行う場である。治療方針は医師と患者との合意によるが、それが決定されるのは診察室においてである。大半の場合、薬の処方箋及び診断書を発行する場として診察室が使われる。

## 概要
原則として医師と患者は一対一で面接するが、時に看護師が補助し、また研修医などが同席することがある。患者の家族も必要に応じて同席する。
典型的な診察室は内科の診察室である。医師の机上にはコンピュータがあり、いわゆるカルテはここに記入し、まだ画像データはデジタル処理されてディスプレー上で見るようになりつつある。その他、医師用、患者用、付添い用の椅子があり、壁際にはベッドがある。
診療科によっては特徴がある。眼科診察室は診断機器が多数あり、室内を暗くできる。耳鼻科の患者用の椅子は大型の背もたれ付きで、昇降可能なものが多い。救急室には無影灯を設置しているものもある。産婦人科には内診台がある。